# Oude Rijn (Gheldria)
Oude Rijn ("Vecchio Reno") è un ex-ramo del fiume Reno nella provincia dei Paesi Bassi di Gheldria.
Il tratto del fiume in estate diveniva troppo poco profondo per essere navigabile e così tra il 1701 e il 1709 fu isolato dal percorso principale del fiume vicino alla città di Lobith e rimpiazzato dal  Canale di Pannerden. L'Oude Rijn che era il confine naturale tra la città olandese di Lobith e la città tedesca di Elten fu ancora usato per alleviare le piene del Reno fino alla metà del XX secolo. Di fronte al villaggio di Angeren il Canale di Pannerden si collega all'Oude Rijn dopodiché il fiume continua verso il Mare del Nord col nome di Nederrijn (Basso Reno).